# Orostachys iwarenge
Orostachys iwarenge là một loài thực vật có hoa trong họ Crassulaceae. Loài này được HARA miêu tả khoa học đầu tiên.